# Поселение иностранцев в Кобе
Поселение иностранцев — (яп.神戸外国人居留地, в русскоязычной литературе встречается также название «Иностранная слобода») — исторический район Кобэ, место поселения иностранцев разных национальностей и народностей, в основном наёмных специалистов. Поселение было учреждено в деревне Кобе, расположеной примерно в 3.5 километрах к востоку от гавани Хёго, на основании Ансэйских договоров и просуществовало с 1 января 1868 года по 16 июля 1899 года. Согласно договорам, для заселения иностранцами изначально предназначался район, находившийся между рекой Икута на востоке, рекой Кои (в настоящее время проспект Коигава) на западе, морем на юге, трактом Сайгоку (Сайгоку Кайдо) на севере.

## Смешанная жилая зона

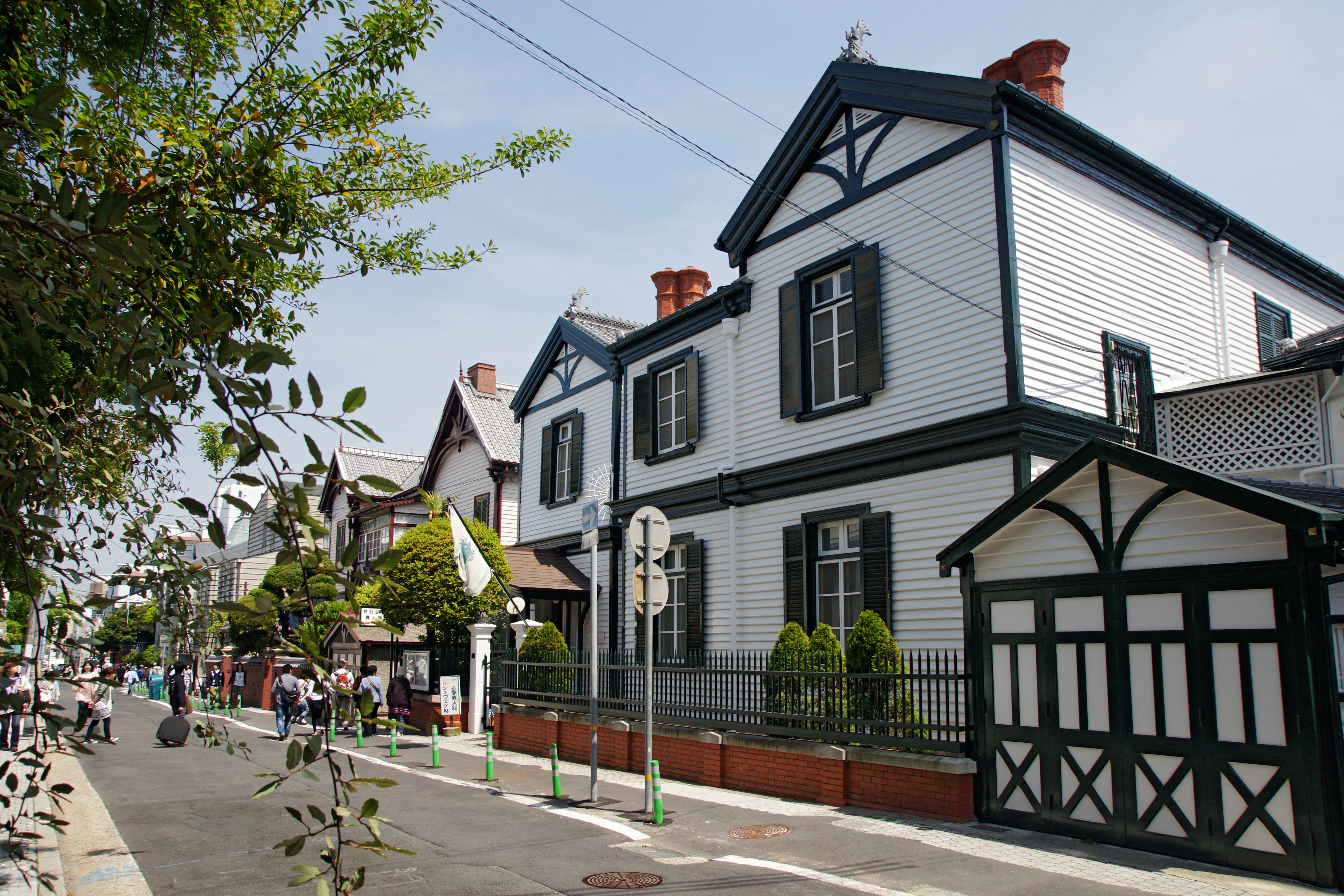
Китано-тё Ямамото-дори (Кобе, префектура Хиого)

30 марта 1868 года, правительство Мэйдзи приняло решение расширить зону, в которой могли селиться иностранцы, и признало смешанной жилой зоной район, ограниченный с востока рекой Икута, с запада рекой Удзи, с юга морским побережьем, и с севера подножьем гор. В этом районе иностранцы могли арендовать и покупать земли и дома, строить свои храмы. На сегодняшний день в этой исторической зоне осталось много зданий, в которых раньше проживали иностранцы и которые в настоящее время стали туристической достопримечательностью, известной как «Издинкан». Сейчас часть территории бывшего иностранного поселения занимает район Китано-тё. Историческая застройка района Китано взята под охрану как группа традиционных зданий.

## Развитие поселения

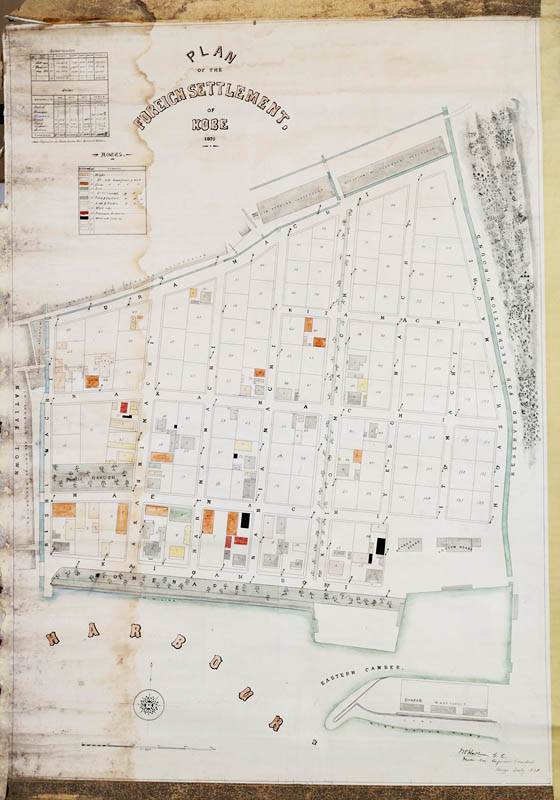
План иностранной слободы в Кобе, 1870 г. В полном размере здесь (необходим Flash 9.)

Поселение развивалось по генеральному плану. Планирование заслужило высокую оценку, так в газете The Far East от 17 Апреля 1871 года отмечалось, что « это поселение иностранцев на Востоке с лучшей городской планировкой».Район управлялся автономной администранцией, состоящей в основном из резидентов. Управление проходило гладко, и отношения между японской и иностранной сторонами были в целом благожелательными. Для местных жителей иностранная слобода Кобе была воротами в западную культуру и процветала как центр торговли, оказывая экономическое и культурное влияние на окружающие районы.

## Сравнение с другими поселениями иностранцев в Японии
По площади поселения (только жилая площадь), поселение в Кобе было третьим по величине в Японии после поселений в Нагасаки и Йокогаме и занимало около 1/7 от площади поселения в Йокогаме и около 1/2 от площади поселения в Нагасаки.
| Название                                      | Йокогама | Нагасаки | Хакодатэ | Цукидзи | Кобэ  | Кавагути |
| --------------------------------------------- | -------- | -------- | -------- | ------- | ----- | -------- |
| Площадь поселения (только жилая площадь)      | 348197   | 105787   | 1730     | 26162   | 49645 | 7747     |
| Площадь смешанной зоны (только жилая площадь) | 36216    | 2973     | 13216    | 33323   | 26756 | 3578     |